# Saraland, Alabama
Saraland är en stad (city) i Mobile County, i delstaten Alabama, USA. Enligt United States Census Bureau har staden en folkmängd på 13 416 invånare (2011) och en landarea på 60 km².